# 1650 en musique classique
| \| • Retour à la chronologie générale de la musique classique • \| |
| Grèce • Rome • Haut Moyen Âge • VIIIe siècle • IXe siècle • Xe siècle • XIe siècle XIIe siècle • XIIIe siècle • XIVe siècle • XVe siècle • XVIe siècle • XVIIe siècle XVIIIe siècle • XIXe siècle • XXe siècle • XXIe siècle |
| • Retour à la chronologie générale de la musique classique • |

| Années en musique classique : 1647 - 1648 - 1649 - 1650 - 1651 - 1652 - 1653    |
| Décennies en musique classique : 1620 - 1630 - 1640 - 1650 - 1660 - 1670 - 1680 |

## Événements
- Andromède, tragédie à machines de Pierre Corneille avec une musique de Charles Coypeau d'Assoucy (presque entièrement perdue).
- Symphonia sacrae, de Heinrich Schütz.
- Jephté, de Giacomo Carissimi.
- Ulisse nell' Isola de Circé, de Gioseffo Zamponi, premier opéra créé aux Pays-Bas espagnols.

## Naissances

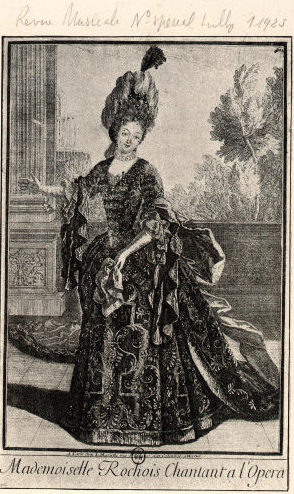
Marthe Le Rochois.

- Giovanni Battista Bassani, compositeur et violoniste italien († 1716).
- Guillaume Minoret, compositeur et maître de chapelle français († 1720).
- André Raison, organiste et compositeur français († 1719).
- Louise-Geneviève Gillot de Saintonge, femme de lettres et librettiste française († 24 mars 1718).
- Johann Jakob Walther, violoniste et compositeur allemand († 2 novembre 1717).
- Johann Anton Losy von Losimthal, luthiste et guitariste tchèque († 1721).
- Marthe Le Rochois, cantatrice française († 8 octobre 1728).

Date indéterminée :
- Gennaro Ursino, compositeur et pédagogue italien († après 1715).

Avant 1650 :
- Gian Domenico Partenio, compositeur, ténor et prêtre italien († 1701).

Vers 1650 :
- Jacques Boyvin, organiste et compositeur français († 30 juin 1706).
- Jean-Baptiste Buterne, organiste français († 1727).
- Theobaldo di Gatti, compositeur français de naissance italienne († août 1727).
- Nicolas Goupillet, compositeur français († vers 1713).
- Vasily Polikarpovich Titov, compositeur russe († vers 1715).

## Décès
- 24 novembre : Manuel Cardoso, compositeur et organiste portugais (° 11 décembre 1566).

Date indéterminée :
- Jan Baptist Verrijt, compositeur néerlandais (enterré le 29 août 1650).